# Vätgasbuss

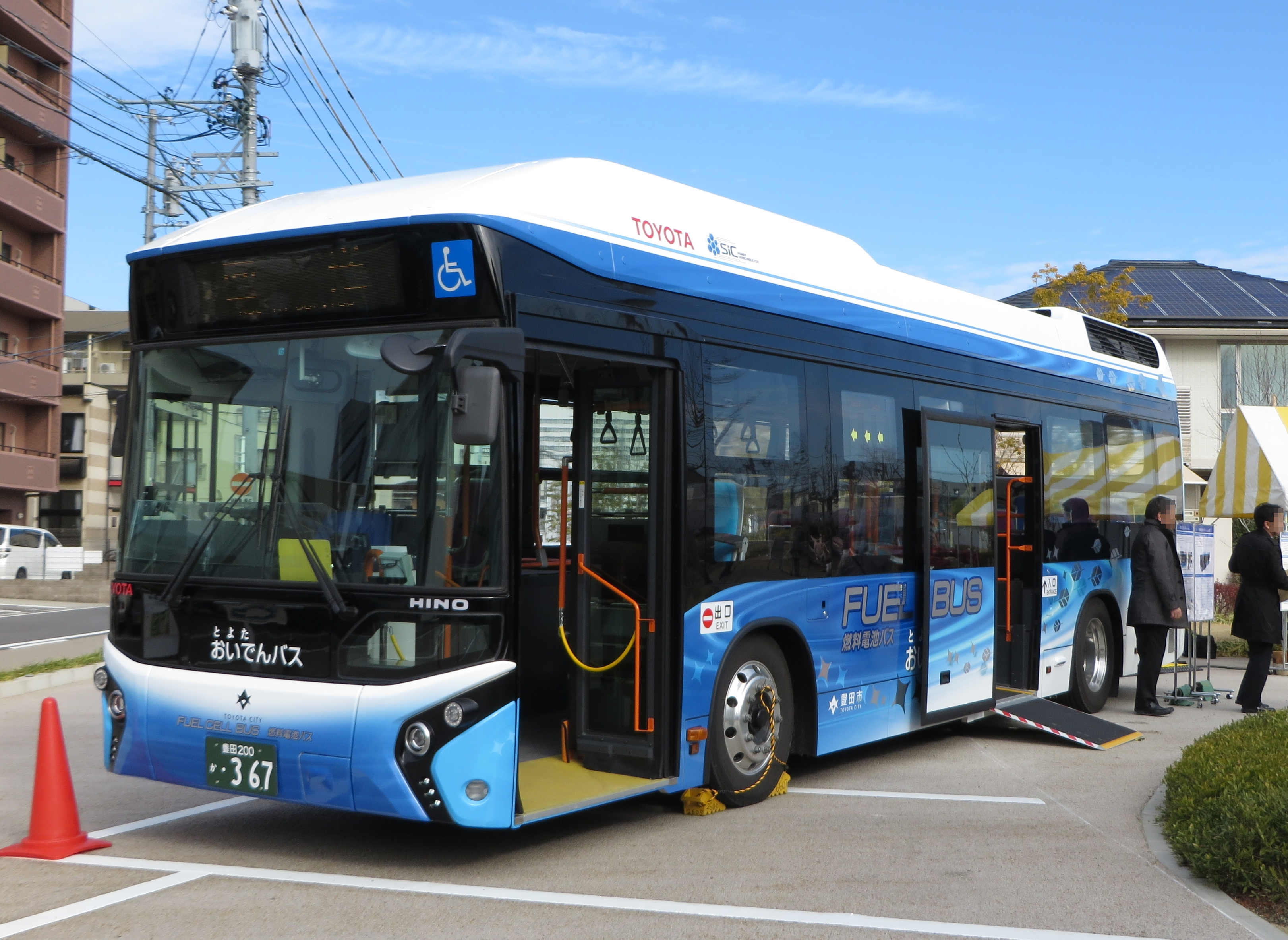
Toyota - Hino bränslecellbuss 2015

Vätgasbuss är en busstyp som utgör vätgasfordon. Dess driftsystem består av elmotorer och i mer sällsynta fall av hybriddrift baserad på en förbränningsmotor också. 
Som el-/energilager används komprimerad vätgas som framställts och komprimerats på annat håll för att sedan tankas i bussen på ett relativt konventionellt sätt.
Så kallad vätgasdrift har sedan bränslecellernas marknadsgenombrott testats med bussar i kollektivtrafik vid flera tillfällen.
Vissa tillverkare har också försökt lansera termen hybriddrift även för kombinationen el lagrad i batterier och  vätgas plus bränslecell.